# NGC 4589
NGC 4589 est une galaxie elliptique située dans la constellation du Dragon. Sa vitesse par rapport au fond diffus cosmologique est de 2 030 ± 15 km/s, ce qui correspond à une distance de Hubble de 29,9 ± 2,1 Mpc (∼97,5 millions d'al). Cette galaxie a été découverte par l'astronome germano-britannique William Herschel en 1797.
NGC 4589 est une galaxie LINER, c'est-à-dire une galaxie dont le noyau présente un spectre d'émission caractérisé par de larges raies d'atomes faiblement ionisés.
Selon Vaucouleur et Harold Corwin, NGC 4572 et NGC 4589 forment une paire de galaxies.
À ce jour, une quinzaine de mesures non basées sur le décalage vers le rouge (redshift) donnent une distance de 30,720 ± 11,241 Mpc (∼100 millions d'al), ce qui est à l'intérieur des valeurs de la distance de Hubble.

## Supernova
La supernova SN 2005cz a été découverte dans NGC 4589 le 17 juillet 2005 à Yamagata au Japon par l'astronome japonais Koichi Itagaki. Cette supernova était de type Ib.

## Bandes de poussière et supernova au mauvais endroit

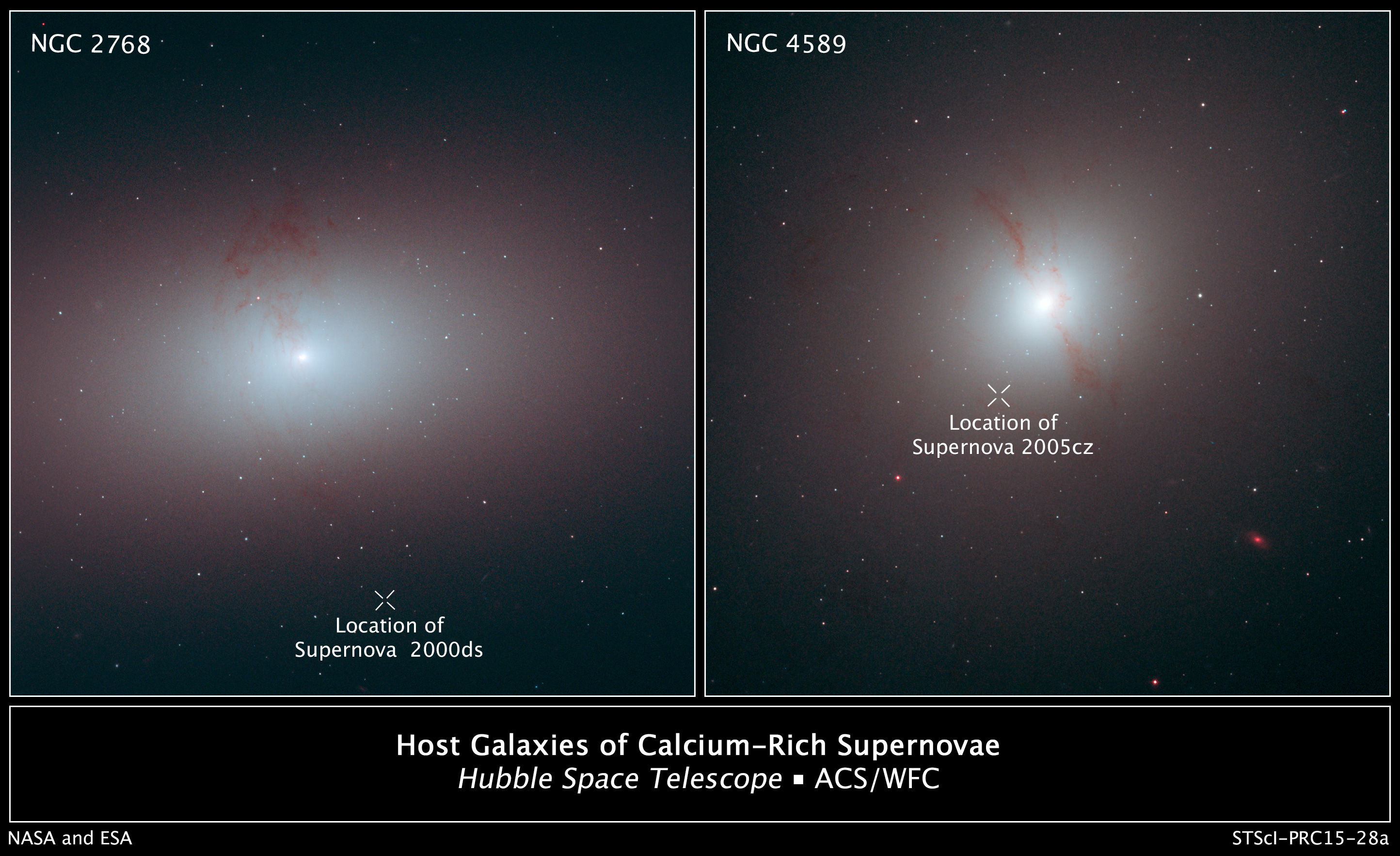
Deux galaxies elliptiques présentant des lignes de poussière et une supernova loin d'elle.

Deux images du télescope spatial Hubble montrent des galaxies elliptiques avec des bandes de poussières sombres qui sont la signature d'une fusion galactique récente. Le « X » sur chaque image indique l'emplacement d'une supernova associée à ces galaxies. Mais voilà, ces deux supernovas ne se sont pas produites dans ces galaxies. SN 2000ds est à au moins 12 000 années-lumière de NGC 2768 et SN 2005cz à 7 000 années-lumière de NGC 4589. Ces deux supernovas font partie d'un relevé de 13 supernovas qui ont explosé en dehors de leur galaxie. De plus, selon les données obtenues de ces supernovas, elles proviennent d'étoiles jeunes qui ont explosé trop tôt selon les modèles théoriques.
Ryan Foley a envisagé un scénario pouvant expliquer ce double mystère, soit l'explosion d'étoiles trop jeunes en dehors de leur galaxie. Il a d'abord étudié les données des observatoires Lick et K. M. Keck ainsi que celles du télescope Subaru pour déterminer à quelle vitesse les 13 étoiles se déplaçaient. Il a découvert que ces étoiles filaient à peu près à la même vitesse que les étoiles de la Voie lactée éjectées par le trou noir supermassif qui se trouve en son centre, soit à plus de 7 millions de kilomètres à l'heure. Se rendant compte que ces étoiles faisaient partie de galaxies elliptiques qui fusionnaient ou qui avaient fusionné récemment, Foley a proposé un scénario en six étapes.
- Une paire de trous noirs s'approchent l'un de l'autre lors de la fusion de deux galaxies entraînant avec eux jusqu'à un million d'étoiles.
- Une paire d'étoiles s'aventure trop près des trous noirs.
- La gravité commune des trous noirs catapulte la paire d'étoile hors de la galaxie.
- Après l’expulsion, l'énergie potentielle gravitationnelle des étoiles de la paire diminue et elles se rapprochent l'une de l'autre.
- Les étoiles sont suffisamment près et l'une d'elles est déchiquetée par la force de marée.
- La matière de cette étoile se déverse sur l'autre et une supernova se produit.

## Groupe de NGC 4589
NGC 4589 est une galaxie brillante dans le domaine des rayons X et elle fait partie d'un groupe de galaxies qui porte son nom. Le groupe de NGC 4589 comprend au moins 17 autres galaxies qui brillent également dans le domaine des rayons X, soit NGC 4127, NGC 4133, NGC 4159, NGC 4291, NGC 4319, NGC 4331, NGC 4363, NGC 4386, NGC 4648, UGC 7086, UGC 7189, UGC 7238, UGC 7265, UGC 7844, UGC 7872 et UGC 7908.
Ce même groupe est aussi mentionné dans un article publié par A.M. Garcia en 1993, mais il ne comprend que 11 galaxies. Deux nouvelles galaxies qui ne brillent pas dans le domaine des rayons X y apparaissent, soit NGC 3901 et UGC 6996.
Abraham Mahtessian mentionne aussi l'existence de ce groupe, mais il n'y figure que 6 galaxies, soit NGC 4133, NGC 4159, NGC 4291, NGC 4319, NGC 4386 et NGC 4589.
La fusion des galaxies des trois sources donne une liste de 19 galaxies pour le groupe de NGC 4589.